# 圓夢巨人
《圓夢巨人》是巨人製作股份有限公司（Giant Production）製作的中華電視公司公益綜藝節目，敘述一些困苦孩子們的辛苦歷程。製作人是馬競達與黃朝亮，該節目播出時間，自2006年7月22日起，2008年5月3日止，於每週六17:00-18:00（台灣標準時間）播出，每集長度為60分鐘（含廣告），共播出91集。
或許是先天的缺陷，或許是後天的影響，造成了這些孩子們的困境；但是他們奮發向上的精神，可以成為觀眾的一個很好的借鏡。

## 歷屆主持人
- 第一任:庹宗康、蔡瑞珊。（庹宗康因被查獲吸食大麻，2006年7月22日至2006年12月中旬止）
- 第二任:黃舒駿、蔡瑞珊。（從庹宗康錄製最後一集之後(即2006年12月下旬起)的下一集接棒至2008年5月3日止）

## 節目介紹
首先，節目一開始會介紹一個小朋友的困苦歷程，接著會由一位特派員，到達該小朋友的住處，了解其中的情況。特派員會詢問該名小朋友想要什麼東西，小朋友可以說出他們想要的物品。
但是，小朋友想取得該項物品，可不是這麼容易，還要經過製作單位規劃的一些挑戰項目，達到指定標準，才可以取得由國泰人壽慈善基金會所贊助的物品。其目的，是希望參賽的小朋友，能體會到「天下沒有白吃的午餐」這個道理。

### 挑戰項目
挑戰項目對小朋友而言，都不會太過困難，例如：查字典、算應用問題…等。